# Tone Klemenčič - Plnadar
Tone Klemenčič - Plnadar, slovenski podobar in rezbar, * 23. maj 1844, Železniki, † 27. december 1927, Železniki.

## Življenje in delo
Rodil in umrl je v Železnikih. Podobarstva in rezbarstva se je učil v Poljanah pri Štefanu Šubicu. Uspešno je deloval kot ljudski umetnik. Slikal je vaška znamenja in izdeloval kipe za opremo cerkva, kapelic in domov.